# Joseph Vincent Dumolard
Joseph Vincent Dumolard, né le 25 novembre 1766 à La Motte-Saint-Martin (Isère), mort le 3 juin 1819 à Villevallier (Yonne), est un homme politique de la Révolution française.

## Biographie
Fils de François Vincent Dumolard, notaire royal, châtelain de la Motte, maire de Laffrey, administrateur du département de l'Isère, et de Jeanne Baptiste Perrin-Machoud, Joseph Vincent Dumolard es avocat à Grenoble avant la Révolution. 
En 1791, la France devenue une monarchie constitutionnelle en application de la constitution du 3 septembre, Joseph-Vincent Dumolard est élu député de l'Isère, le neuvième et dernier, à l'Assemblée nationale législative. Lors de la première séance, Jean-François Voisard, député du Doubs, et lui sont secrétaires en qualité de députés les moins âgés.
Il siège à droite dans l'hémicycle. En février 1792, il vote contre la mise en accusation de Bertrand de Molleville, le ministre de la Marine. En avril, il vote contre l'admission aux honneurs de la séance des soldats du régiment de Châteauvieux, qui s'étaient mutinés lors de l'affaire de Nancy. En août enfin, il vote contre la mise en accusation du marquis de La Fayette. 
Inquiété, à cause de son soutien à La Fayette, il doit s'enfuir en Suisse; mais durant un bref retour en France, il est emprisonné pendant plusieurs mois. Le 24 vendémiaire de l'an IV (16 octobre 1795) il est élu député au Conseil des Cinq-Cents. Le 8 frimaire (28 novembre), il s'attaque à l'Assemblée à la loi de floréal an III qui dépouillait les parents d'émigrés d'une partie de leurs biens, et menace d'être arrêté. Le 22 mars 1796 il réclame des poursuites des responsables des massacres de Septembre dans le cadre des jugements des excès révolutionnaires entamés depuis la mort de Robespierre.
Après le coup d'État du 18, il est condamné à la déportation et fut conduit à l'Île d'Oléron; cet exil cessa au début de l'année 1800. Il est élu le 26 septembre 1805 (5 vendémiaire an XIV) député du Nord au Corps législatif par le Sénat conservateur; le 4 mai 1811 il est réélu député mais pour le département de l'Yonne. Opposé au despotisme impérial, il vote la déchéance de Napoléon Ier en 1814, et au retour sur le trône de Louis XVIII, celui-ci le décora de la Légion d'honneur. Durant les Cent-Jours, il est élu député de l'Yonne à la Chambre des représentants, et à la dissolution de celle-ci le 7 juillet 1815, il se retire sur ses terres de l'Yonne.

## Source
- « Joseph Vincent Dumolard », dans Adolphe Robert et Gaston Cougny, Dictionnaire des parlementaires français, Edgar Bourloton, 1889-1891 [détail de l’édition] Source : Joseph Vincent Dumolard sur assemblee-nationale.fr/